# KV42
La tumba KV42 está situada en el Valle de los Reyes en Egipto, y fue construida para Meritra Hatshepsut, la esposa de Thutmose III, aunque nunca se acabó y la reina fue enterrada en la KV35, junto a su hijo Amenhotep II. Más tarde fue utilizada por Sennefer, alcalde de Tebas durante el reinado de Amenhotep II, y por varios miembros de su familia. Como muchas otras, sufrió saqueos en la antigüedad.

## Descripción

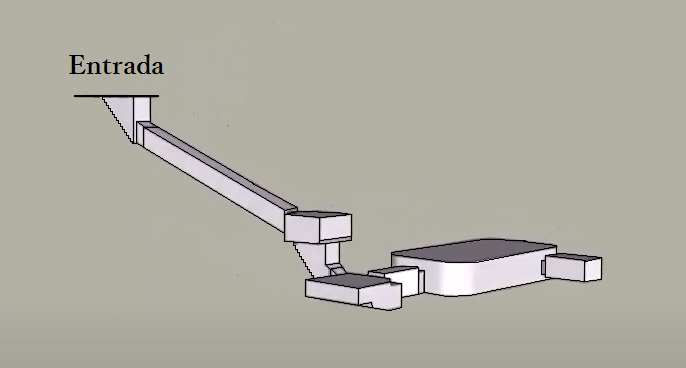
Plano de la tumba KV42.

Está situada en la orilla sur del lecho de un uadi, al suroeste del Valle. La entrada da paso a un corredor en pendiente hasta unas escaleras que llevan a un compartimento del que sale a la izquierda otro pasillo que conduce a la cámara funeraria; ésta tiene forma de cartucho, como otras de la dinastía XVIII, es amplia y tiene dos pilares y un pequeño compartimento al fondo de su pared derecha. La única decoración existente es una estrella inacabada y un friso. 
Sólo se han encontrado en ella un sarcófago incompleto, objetos religiosos y vasijas. 

## Conservación
Ha sufrido daños por inundación: el pilar del fondo de la cámara está dañado, y el delantero está quebrado. Está siendo excavada por el Consejo Supremo de Antigüedades.